# Гребельки
Гребельки́ — село в Україні, у Броварському районі Київської області. Населення становить 78 осіб. Входить до складу Великодимерської селищної громади.

## Історія
На мапі Шуберта 1869 року відсутнє.
Ймовірно попередня назва - хутір Горовий (комуна), станом на 1926 рік.